# ダークウェブ
ダークウェブ（英: dark web）はダークネット（インターネットを使用するが、アクセスするために特定のソフトウェア、設定、既存のメンバーからの招待などが必要なオーバーレイ・ネットワーク）に存在するWorld Wide Webコンテンツ。ダークウェブはWeb検索エンジンによりインデックス化されていないWebの部分である「深層Web（Deep Web）」の一部を構成しているが、時々、ダークウェブのことを指す時にDeep Webが間違って使われることがある。
ダークウェブとして特に有名だったものはTorである。
ダークネットは小規模なフレンド・トゥ・フレンド（friend-to-friend）Peer-to-peerネットワークや公共機関や個人が運営するTor、Freenet、I2Pのような大規模な人気ネットワークを含むダークウェブを構成する。ダークウェブのユーザーは通常のインターネットwebを、ダークウェブと比較してクリアネット（Clearnet）と呼んでいる。Torのダークウェブはオニオンランド（onionland）と呼ばれることがあり、これはネットワークのトップレベルドメインの末尾「.onion」とオニオンルーティングのトラフィック匿名化技術に由来する。
日本においては、「闇サイト」などと訳され、個人情報やソフトウェアの脆弱性が取引されるサイトを指す用語として使われることがある（「定義」「批評」も参照）。

## 概要
ダークウェブは、特定のソフトウェアや設定を行ったり、既存のコミュニティのメンバーから承認されることでアクセス可能なダークネット上に存在するWorld Wide Webコンテンツであり、その内特に有名な例がTor(The Onion Router)の.onionドメインである。ダークウェブはその特性上、特定の政府が実施しているインターネット検閲の回避に役立つ場合があり、また利用者のプライバシーを保護するかまたは高度な匿名性を提供する場合がある。
例えば、Facebookは広範なインターネット検閲を行っている地域に住むユーザー等のために2014年からTor版のウェブサイト「https://facebookcorewwwi.onion 」を公開しており、2016年の時点で1か月あたり100万人のユーザーがTor経由でFacebookにアクセスしている。2017年にはニューヨーク・タイムズがTor版のウェブサイト「https://www.nytimes3xbfgragh.onion 」を公開、この他複数の報道機関や新聞社等も情報への安全なアクセスのためダークウェブ(Tor)版のウェブサイトの公開を行っている。なお、上記のURLはオニオンURLのバージョン2であり、現在は使用できない。
NSAによる広範なインターネット監視プログラムである「PRISM」などの存在が内部告発されたことで、ダークウェブはプライバシー保護などの目的でますます一般に利用されるようになった。
抑圧的な国の市民が安全に情報にアクセスできる手段としてもとらえられている。
数十の報道機関等が内部告発者が安全に情報提供を行えるよう、.onionドメイン上にSecureDrop等を用いて情報提供用のウェブサイトを設置している。（.onionドメイン上に内部告発・情報提供用サイトを提供している団体とドメインの一覧は「Onionドメインの一覧」参照）
麻薬や児童ポルノの売買、サイバー攻撃などの犯罪に使われて（「定義」「批評」などで後述）、摘発対象となることもある。2019年9月26日、ドイツ連邦共和国のサイバー犯罪対策国家中央事務所（LZC）、GSG-9、ラインラント＝プファルツ州警察が旧NATO軍掩体壕（バンカー）を利用したダークウェブの拠点「サイバーバンカー」を急襲。7人を逮捕した。

## 用語
ダークウェブはしばしば検索エンジンによってインデックス化されていない（検索する術がない）Webの部分を指す「深層Web」と混同されることがある。この混同は少なくとも2009年まで遡り、それ以降、特にシルクロードについての報道で、二つの用語はしばしば混同されている（それらを区別するべきという勧告にも関わらず）。

## 定義
ダークネットのウェブサイトはTor（The Onion Router）やI2P（Invisible Internet Project）などのネットワークや特定のツールを使用した上で既存のメンバーからの招待を受けるなどの特殊な手段を使いアクセスができる。TorのブラウザとTorでアクセスできるサイトはダークネットユーザーの間で広く利用されており、ドメインの「.onion」で識別できる。Torはインターネットへの匿名アクセスの提供に重点を置いている一方で、I2Pはウェブサイトの匿名ホスティングができるように特化している。ダークネットユーザーの身元と場所は匿名のままであり、階層暗号化システムにより追跡することはできない。ダークネットの暗号化技術は多数の中継サーバーを通じてユーザーのデータをルーティングし、ユーザーの身元を保護し匿名性を保証する。送信情報はスキーム内の後続ノードによってのみ解読され、出口ノードへ至る。複雑なシステムはノードパスの再現と層ごとの情報の解読をほぼ不可能にしている。高レベルの暗号化のため、ウェブサイトはユーザーのジオロケーションとIPを追跡することができず、ユーザーはホストに関する情報を入手することができない。したがって、ダークネットユーザー間の通信は高度に暗号化されており、ユーザーは秘密裏に会話やブログ、ファイルの共有などができる。
ダークネットは違法取引、サイバー攻撃、諜報活動、ペドフィリアのメディアの交換やテロリストなどの違法活動にも用いられている。従来のウェブサイトはユーザーとの交流のためにTorブラウザ向けの代替アクセスを作成しており、例えば「プロパブリカ」はTorユーザー専用のサイトの新バージョンを開設したが、最近はTorに留まらず、様々な暗号通信システムや閉鎖的なコミュニティで活動が行われている。

## 批評
検察や政府機関の一部はダークウェブは犯罪活動の安息所であると懸念を示している 。DeepDotWeb（現在は閉鎖）やAll Things Viceなどの専門ニュースサイトはダークウェブサイト及びサービスに関するニュース報道や実用的な情報を提供する。The Hidden Wiki及びそのミラーサイトとフォークは常に最大のコンテンツディレクトリを保持している。
.onionリンクの人気ソースとしてはPastebin、YouTube、Twitter、Reddit及びその他のインターネットフォーラムなどがある。DarksumやRecorded Futureなどの専門企業はダークウェブのコンテンツをインデックス化しており、そのインデックスは法執行機関や企業がダークウェブの検索や特定のコンテンツが登場した場合通知を受けとるのに役立つほど完全だと述べている。2015年にインターポールが現在Torとサイバーセキュリティに関する技術情報と、ダークネット・マーケット解体のシミュレーションなどを扱うダークウェブ専門のトレーニングプログラムを提供していることが発表された。
2015年10月にイギリスの国家犯罪対策庁とGCHQはサイバー犯罪に焦点を当てた「Joint Operations Cell」の編成を発表した 。2015年11月にこのチームはダークウェブ上での子供の搾取及び他のサイバー犯罪に取り組む任務が与えられた。
2017年3月、米国議会調査局はダークウェブに関する広範な報告書を発表した。
2017年8月、ルポルタージュによれば、銀行や小売業者の代わりにダークウェブの監視及び研究を専門にするサイバーセキュリティ企業は違法コンテンツに関して「可能かつ必要な時に」FBIや他の法執行機関と発見を定期的に共有している。ロシア語を話す地下組織が提供している「サービスとしての犯罪」（Caas）モデルは特に堅牢であるとみなされている。
サイバーセキュリティ企業のシマンテックは、自己の個人情報がダークウェブで流通していないかを監視できるツール「ノートンダークウェブモニタリング」を商品化している。

## ジャーナリズム
多くの個々のジャーナリスト、代替のニュース組織、教育者や研究者はダークネットの発言や執筆に影響力があり、一般市民にダークネットの使われ方を明確にしている。

### ジェイミー・バートレット
ジェイミー・バートレットはデイリー・テレグラフのジャーナリストで技術系ブロガーであり、英国サセックス大学と協力したプロジェクト「ソーシャルメディア分析センター」のディレクターでもある。彼の著書『The Dark Net』ではバートレットはダークネットの世界とそれが人間の行動に及ぼす影響を様々な状況で描写している。例えば、書籍では自尊心を構築するためのポジティブな評価を求めてオンラインで裸になる少女のストーリーで始まる。彼女は最終的にソーシャルメディアのサイトで特定され、彼女の友人や家族に彼女の裸の写真が殺到した。このストーリーはダークネットが許容する様々な人間の相互作用を強調しているが、ダークネットのようなオーバーレイ・ネットワークに参加することで大規模なウェブから完全に分離されることはめったにないことを読者に思い起こさせている。バートレットの主要目的はダークネットの探索とダークネットの社会への示唆である。彼は一部は社会にとってポジティブな示唆を持ち一部はネガティブな示唆を持つ様々なサブカルチャーを探求している。
バートレットは2015年6月のTEDTalksでさらにこの問題を調査した。「How the mysterious Darknet is going mainstream（謎のダークネットがメジャーになるとき）」と題した彼の講演ではダークネットの裏側にあるアイディアを聴衆に紹介し、ダークネットのサイトの一つである「シルクロード」を例にダークネットマーケットの仕組みについて説明した。彼は大規模な商業ウェブで使われている消費者サイトに似たウェブデザインの親しみやすさを指摘し、その後ダークネットに存在するような不確実で高リスクなマーケットでの運営が彼が将来的に全てのマーケットに適用できると考えているイノベーションを実際にどのように生み出しているのかを示した。彼が指摘しているように、ベンダーは常に自身の身を守るなどの新たな方法を考えているために、ダークネットはより分散化し、より顧客フレンドリーになり、より検閲が難しくなり、より革新的になる。我々の社会はオンライン上でのプライバシーを保つための更なる方法をますます探し求めるようになっており、ダークネットで起こっているような変化は革新的なだけではなく、商業的なオンラインのウェブサイトやマーケットにとっても有益となる可能性がある。

### 他メディア
ABCニュースのような伝統的なメディア及びニュースチャンネルはダークネットを調査した特集記事も掲載している。雑誌『ヴァニティ・フェア』は2016年10月に「The Other Internet（他のインターネット）」と題した記事を掲載した。記事ではダークネットの興隆について論じ、無法のデジタル荒野での賭けは高くつくようになったと述べている。脆弱性はネットワーク防御の弱点だと言及している 。他には従来のブラックマーケットの電子商取引版、「TheRealDeal」のサイバー兵器及びオペレーションセキュリティの役割の話題が取り上げられていた。

## コンテンツ
2014年12月の英国ポーツマス大学のガレス・オーウェンによる研究によれば、ダークネット上で最も一般的にホストされているコンテンツの種類は児童ポルノで、その次がブラックマーケットであり、一方で、最もトラフィックが大きい個々のサイトはボットネット運営に専念していたことが判明した。多くの内部告発サイトが政治議論フォーラムと同様にプレゼンスを維持している。ビットコインや詐欺関連のサービス、通販サービスに関連するOnion Serviceの数は上位5位に入るほど人気であることが判明した。物議を醸しているコンテンツ（違法サイト）の傾向に対抗するために、アーティスト集団のCybertweeはオニオンサイト上でベイク・セール（手作り菓子販売会）を開催した
2017年7月、Torプロジェクトの3人の設立者の1人ロジャー・ディングルダインはFacebookがTor内で最大のアクセス数を持つと述べた。Onion ServiceはTorネットワークのトラフィックの僅か3%しか占めていない。

### 検索エンジン
ダークウェブ経由でウェブ検索を行うと、匿名性を維持した状態で検索が行える。
- DuckDuckGo「https://duckduckgogg42xjoc72x3sjasowoarfbgcmvfimaftt6twagswzczad.onion/」

### ソーシャルメディア
World Wide Web上のと同様の新興ソーシャルメディアのプラットフォームが存在する。Facebookや他の従来のソーシャルメディアのプラットフォームは従来のプラットフォームに関連する問題に対処し、World Wide Webの全エリアでサービスを継続するためにウェブサイトのダークウェブ版の制作を始めた。
- Facebook「https://www.facebookwkhpilnemxj7asaniu7vnjjbiltxjqhye3mhbshg7kx5tfyd.onion/」 - 2014年から提供開始[11]

### ニュースサイト
複数の報道機関や新聞社が、ユーザーが匿名で安全にニュース記事を読めるようダークウェブ（Tor）版のウェブサイトを公開している。以下がその例である。
- BBC「https://www.bbcweb3hytmzhn5d532owbu6oqadra5z3ar726vq5kgwwn6aucdccrad.onion/」 - 2019年から提供開始[56][57]
- ニューヨーク・タイムズ「https://www.nytimesn7cgmftshazwhfgzm37qxb44r64ytbb2dj3x62d2lljsciiyd.onion/」 - 2017年から提供開始[14]

など

### 内部告発サイト
ダークウェブには非常に高い匿名性があるため内部告発の手段として最適であり、主に内部告発用ソフトウェアのSecureDropを用いて内部告発サイトが構築されている。
- ProPublica「http://lvtu6mh6dd6ynqcxtd2mseqfkm7g2iuxvjobbyzpgx2jt427zvd7n3ad.onion」[58]
- The Intercept「http://xpxduj55x2j27l2qytu2tcetykyfxbjbafin3x4i3ywddzphkbrd3jyd.onion/」[59][60]
- The Guardian「http://xp44cagis447k3lpb4wwhcqukix6cgqokbuys24vmxmbzmaq2gjvc2yd.onion/」[61][62]

など数十の報道機関による例がある。

### パズル
Cicada 3301やその後継などのパズルは時々より匿名で手がかりを提供するためにOnion Serviceを使うことがあり、しばしば制作者の素性に関する憶測が増加する。

### ボットネット
ボットネットは多くの場合、耐検閲のOnion ServiceをベースとしたC&Cサーバで構成されており、大量のインターネットボット関連のトラフィックを生み出す。

### ビットコインサービス
「タンブラー」などのビットコインサービスは多くの場合Torで利用でき、ダークネット・マーケットの統合を提供するGramsなどでも利用できる。エセック・ビジネススクールのリサーチ・フェローのジーン・ループ・リチェットが着手し、国連薬物犯罪事務所と共同で行った調査研究では、資金洗浄目的でのビットコイン・タンブラーの利用における新たな傾向を強調した。共通するアプローチとして、ビットコインをオンラインゲーム通貨（World of Warcraftのゴールドコインなど）に変換するデジタル通貨交換サービスを使用し、後に金銭に変換する手法がとられた。

### ダークネット・マーケット
違法ドラッグ、他の商品の取引を仲介する商業のダークネット・マーケットは重要なメディア報道を引き寄せ、シルクロードとDiabolus Marketの人気が高まっていき、その後の法執行機関による差し押さえが行われた。他のマーケットはソフトウェア・エクスプロイト、武器を販売している。ダークウェブマーケットでの価格差と現実世界またはWorld Wide Web上での価格を比較した調査やダークウェブを通じて受領した商品の質についての研究も試みられた。そのような研究の一つが、2013年1月から2015年3月まで運営されていた最も人気のダークネット・マーケットの一つ「Evolution」で見つかった違法ドラッグの質についてのものだった。分析結果の例として、隠蔽手段、発送国などのデジタル情報は正確ではあるようにみえたが「しかし、違法ドラッグの純度は彼らのリストに示されていた情報と異なっていることが分かった」。消費者がこれらのマーケットプレイスにアクセスする動機及び使用に関連する要因についてはあまり知られていない。

### ハッキンググループとサービス
多くのクラッカーは彼らのサービスを個人的またはグループの一部として販売している。そのようなグループのうち、よく知られているものとしてはxDedic、hackforum、Trojanforge、Mazafaka、dark0de及びダークネットマーケットのTheRealDealが含まれる。一部のクラッカーはペドフィリアと思しき人物を特定し、情報を公開しないことと引き換えに金銭を強請ることでも知られている。金融機関と銀行へのサイバー犯罪とハッキングサービスはダークウェブ上で提供されている。この活動を監視しようとする試みが様々な政府や民間団体を通じて行われており、使用されるツールの調査は『Procedia Computer Science journal』で見つけることができる。しかし、現在では捜査機関などが調査する隙も無いような閉鎖的なフォーラムが多数存在するため、秘密裏に行われているサイバー活動の全てを把握することは困難を極めている。インターネット規模のDNSを使用したDRDoS攻撃もダークウェブを活用して行われている 。Code:Greenなどの多くの脅威アクターは、彼らのスキルに応じてクラッカーの勧誘も行っている。トロイの木馬またはバックドアに感染したダウンロード用のツールを提供する多くの詐欺.onionサイトも存在する。

### 詐欺サービス
数多くのカーディングのフォーラムやペイパル及びビットコインの交換サイトと同様に詐欺と偽造サービスがある 。そのようなサイトの多くはサイト自体が詐欺である。

### 悪戯、未確認のコンテンツ
暗殺のクラウドファンディングやヒットマン（暗殺者）の雇用のレポートが存在するが、もっぱら詐欺であると考えられている。シルクロードの制作者は、6人を殺害するためにヒットマンを雇用した疑いでアメリカ合衆国国土安全保障省捜査局（HSI）により逮捕されたが、起訴の段階ではその容疑は排除された
ダークウェブ上で殺人のライブ中継を見つけられるという都市伝説が存在する。日本のアニメーションおよび同名の都市伝説「赤い部屋」に基づいて造語されたRed Roomというサイトが存在するという。しかしながら、証拠が報告された全ての例が偽物であると指摘している。しかし、これは.onionドメイン上に存在するサイトを調査した結果であり、招待制のウェブサイトで上記のような犯罪が行われている可能性も否めない。
2015年6月25日、奇妙なインディーズゲーム『Sad Satan』のプレイ動画をユーチューバーの「Obscure Horror Corner」が公開し、彼らはダークウェブを通じてゲームを見つけたと主張した。しかし、Obscure Horror Cornerの主張と食い違う点が存在したことで、主張の信憑性に疑義が生じている。

### フィッシングと詐欺
複製サイトや他の詐欺サイトを通じたフィッシングは数多くあり、.onionドメインのマーケットは不正なURLを伴った広告を出すことがしばしば行われている。。

### 違法ポルノ
児童ポルノを供給するサイトに対して定期的に法執行機関による措置がとられている。これには、しばしばユーザーにマルウェアを配布することによりサイトを傷つける方法がとられている。サイトはガイド、フォーラムおよびコミュニティ規則の複雑なシステムを使用する。他のコンテンツには性的拷問や動物の殺害、リベンジポルノが含まれる。

### テロリズム
ISILによって使用されていると主張する一部の本物及び詐欺サイトが少なくとも存在し、その中には「Onymous作戦」で差し押さえられた偽サイトも含まれる。2015年11月のパリ同時多発テロ事件をきっかけにアノニマス関連のハッカーグループ「Ghost Security」によってそのようなサイトが実際にハッキングされ、プロザックの広告に置き換えられた 。イスラム集団Rawti Shaxは かつてダークウェブ上で活動していたことが判明している。